# Little Orphant Annie (film fra 1918)
Little Orphant Annie er en amerikansk stumfilm fra 1918 af Colin Campbell.

## Medvirkende
- Colleen Moore - Annie
- Tom Santschi - Dave Johnson
- Harry Lonsdale
- Eugenie Besserer - Goode
- Doris Baker